# Liste des élections générales ontariennes
Ceci est un sommaire des résultats des élections générales ontariennes depuis la confédération canadienne de 1867. Ne sont inclus dans ces tableaux que les partis et candidat ayant été élus à l'Assemblée législative de l'Ontario.
À partir de 2003, les élections se déroulent à date fixe à tous les quatre ans en octobre.

## 1867 à 1879
| Parti        | Parti             | 1867   | 1867     | 1871   | 1871     | 1875   | 1875     | 1879   | 1879     |
| ------------ | ----------------- | ------ | -------- | ------ | -------- | ------ | -------- | ------ | -------- |
| Parti        | Parti             | Sièges | Voix (%) | Sièges | Voix (%) | Sièges | Voix (%) | Sièges | Voix (%) |
|              | Conservateur      | 41     |          | 38     |          | 351    |          | 29     |          |
|              | Libéral           | 41     |          | 43     |          | 50     |          | 57     |          |
|              | Autre/Indépendant | -      | -        | 1²     |          | 3³     |          | 24     |          |
| Total sièges | Total sièges      | 82     | 82       | 82     | 82       | 88     | 88       | 88     | 88       |

1 Inclut un libéral-conservateur. Ce nom était utilisé par certains candidats conservateurs dans les premières années de la confédération canadienne.
² 1 conservateur-libéral
³ 2 conservateurs indépendants et 1 libéral indépendant
4 2 conservateurs indépendants

## 1880 à 1899
| Parti        | Parti                 | 1883   | 1883     | 1886   | 1886     | 1890   | 1890     | 1894   | 1894     | 1898   | 1898     |
| ------------ | --------------------- | ------ | -------- | ------ | -------- | ------ | -------- | ------ | -------- | ------ | -------- |
| Parti        | Parti                 | Sièges | Voix (%) | Sièges | Voix (%) | Sièges | Voix (%) | Sièges | Voix (%) | Sièges | Voix (%) |
|              | Conservateur          | 37     |          | 32     |          | 34     |          | 23     |          | 42     |          |
|              | Autre conservateur    | -      | -        | -      | -        | 21     |          | 7²     |          | -      |          |
|              | Libéral               | 48     |          | 57     |          | 53     |          | 45     |          | 51     |          |
|              | Autre libéral         | -      | -        | -      | -        | 2³     |          | 134    |          |        |          |
|              | Patrons of Industry   | -      | -        | -      | -        | -      | -        | 3      |          | -      | -        |
|              | Protestant Protective | -      | -        | -      | -        | -      | -        | 2      | -        | -      | -        |
|              | Autre/Indépendant     | 35     |          | 1      |          |        |          | 1      |          | 16     |          |
| Total sièges | Total sièges          | 88     | 88       | 90     | 90       | 91     | 91       | 94     | 94       | 94     | 94       |

1 2 conservateur-Equal Rights
² 1 conservateur-Patrons of Industry, 6 conservateur-Protestant Protective Association
³ Libéral-Equal Rights
4 1 libéral-Protestant Protective Association, 12 libéraux-Patrons of Industry
5 1 indépendant, 2 libéraux indépendants
6 Conservateur indépendant

## 1900 à 1919
| Parti        | Parti             | 1902   | 1902     | 1905   | 1905     | 1908   | 1908     | 1911   | 1911     | 1914   | 1914     | 1919   | 1919     |
| ------------ | ----------------- | ------ | -------- | ------ | -------- | ------ | -------- | ------ | -------- | ------ | -------- | ------ | -------- |
| Parti        | Parti             | Sièges | Voix (%) | Sièges | Voix (%) | Sièges | Voix (%) | Sièges | Voix (%) | Sièges | Voix (%) | Sièges | Voix (%) |
|              | Conservateur      | 48     |          | 69     |          | 86     |          | 831    |          | 84     |          | 25     | 34,9     |
|              | Libéral           | 50     |          | 28     |          | 19     |          | 22     |          | 24     |          | 27     | 26,9     |
|              | United Farmers    | -      | -        | -      | -        | -      | -        | -      | -        | -      | -        | 44     | 21,7     |
|              | Travailliste      | -      | -        | -      | -        | 1      |          | 1      |          | 1      |          | 11     | 11,6     |
|              | Autre/Indépendant | -      |          | 1²     |          | -      |          | -      |          | 2³     |          | 4      |          |
| Total sièges | Total sièges      | 98     | 98       | 98     | 98       | 106    | 106      | 106    | 106      | 111    | 111      | 111    | 111      |

1 Ce chiffre inclut 1 libéral-conservateur
² Libéral indépendant
³ 1 libéral indépendant, 1 libéral-Temperance
4 1 libéral-United Farmers, 1 travailliste-United Farmers, 1 soldat, 1 libéral indépendant

## 1920 à 1939
| Parti        | Parti                   | 1923   | 1923     | 1926   | 1926     | 1929   | 1929     | 1934   | 1934     | 1937   | 1937     |
| ------------ | ----------------------- | ------ | -------- | ------ | -------- | ------ | -------- | ------ | -------- | ------ | -------- |
| Parti        | Parti                   | Sièges | Voix (%) | Sièges | Voix (%) | Sièges | Voix (%) | Sièges | Voix (%) | Sièges | Voix (%) |
|              | Conservateur            | 75     | 49,8     | 72     | 57,6     | 90     | 58,8     | 17     | 39,8     | 23     | 40,0     |
|              | Libéral                 | 14     | 21,8     | 14     | 24,6     | 13     | 32,8     | 65     | 50,4     | 63     | 51,6     |
|              | United Farmers          | 17     | 20,9     | 3      | 1,3      | 1      | 1,3      | 1      |          | 1      | 51,6     |
|              | Libéral-progressiste    | -      | -        | 4      |          | 1      |          | 4      |          | 2      | 51,6     |
|              | Progressiste            | -      | -        | 10     | 7,2      | 4      | 3,4      | -      | -        | -      |          |
|              | Travailliste            | 4      | 4,7      | 1      | 1,3      | 1      |          | 1      |          | -      | -        |
|              | Commonwealth coopératif | -      | -        | -      | -        | -      | -        | 1      | 7,0      | -      | 5,6      |
|              | Autre/Indépendant       | 1      |          | 81     |          | 2²     |          | 1      |          | 1³     |          |
| Total sièges | Total sièges            | 111    | 111      | 112    | 112      | 112    | 112      | 90     | 90       | 90     | 90       |

1 1 libéral-prohibitionniste, 2 conservateurs indépendants, 4 libéraux indépendants, 1 progressiste indépendant
² Conservateur indépendant
³ Libéral indépendant

## 1940 à 1959
| Parti        | Parti                      | 1943   | 1943     | 1945   | 1945     | 1948   | 1948     | 1951   | 1951     | 1955   | 1955     | 1959   | 1959     |
| ------------ | -------------------------- | ------ | -------- | ------ | -------- | ------ | -------- | ------ | -------- | ------ | -------- | ------ | -------- |
| Parti        | Parti                      | Sièges | Voix (%) | Sièges | Voix (%) | Sièges | Voix (%) | Sièges | Voix (%) | Sièges | Voix (%) | Sièges | Voix (%) |
|              | Progressiste-conservateur1 | 38     | 35,7     | 66     | 44,3     | 53     | 41,5     | 79     | 48,5     | 83     | 48,5     | 71     | 46,3     |
|              | Libéral                    | 15     | 31,2     | 11     | 29,8     | 13     | 29,8     | 7      | 31,5     | 10     | 33,3     | 21     | 36,6     |
|              | Libéral-travailliste       | -      | -        | 3      | 29,8     | 1      | 29,8     | 1      | 31,5     | 1      | 33,3     | 1      | 36,6     |
|              | Commonwealth coopératif    | 34     | 31,7     | 8      | 22,4     | 21     | 27,0     | 2      | 19,1     | 3      | 16,5     | 5      | 16,7     |
|              | Ouvrier progressiste       | 2      |          | 2      | 2,4      | 2      | 1,0      | 1      |          | -      | -        | -      | -        |
|              | Autre/Indépendant          | 1²     |          | -      | -        | -      | -        | -      | -        | 1³     |          | -      | -        |
| Total sièges | Total sièges               | 90     | 90       | 90     | 90       | 90     | 90       | 90     | 90       | 98     | 98       | 98     | 98       |

1 En 1943, le Parti conservateur de l'Ontario devient le Parti progressiste-conservateur de l'Ontario
² Libéral indépendant
³ Progressiste-conservateur indépendant

## 1960 à 1979
| Parti        | Parti                     | 1963   | 1963     | 1967   | 1967     | 1971   | 1971     | 1975   | 1975     | 1977   | 1977     |
| ------------ | ------------------------- | ------ | -------- | ------ | -------- | ------ | -------- | ------ | -------- | ------ | -------- |
| Parti        | Parti                     | Sièges | Voix (%) | Sièges | Voix (%) | Sièges | Voix (%) | Sièges | Voix (%) | Sièges | Voix (%) |
|              | Progressiste-conservateur | 77     | 48,9     | 69     | 42,3     | 78     | 44,5     | 51     | 36,1     | 58     | 39,7     |
|              | Libéral                   | 23     | 35,3     | 27     | 31,6     | 20     | 27,8     | 35     | 28,9     | 34     | 33,7     |
|              | Libéral-travailliste      | 1      | 35,3     | 1      | 31,6     | -      | -        | 1      | 28,9     | -      | -        |
|              | NPD1                      | 7      | 15,5     | 20     | 25,9     | 19     | 27,1     | 38     | 28,9     | 33     | 21,1     |
| Total sièges | Total sièges              | 108    | 108      | 117    | 117      | 117    | 117      | 125    | 125      | 125    | 125      |

1 La Fédération du commonwealth coopératif (FCC) est devenue le Nouveau Parti démocratique (NPD) en 1961.

## 1980 à 1999
| Parti        | Parti                     | 1981   | 1981     | 1985   | 1985     | 1987   | 1987     | 1990   | 1990     | 1995   | 1995     | 1999   | 1999     |
| ------------ | ------------------------- | ------ | -------- | ------ | -------- | ------ | -------- | ------ | -------- | ------ | -------- | ------ | -------- |
| Parti        | Parti                     | Sièges | Voix (%) | Sièges | Voix (%) | Sièges | Voix (%) | Sièges | Voix (%) | Sièges | Voix (%) | Sièges | Voix (%) |
|              | Progressiste-conservateur | 70     | 44,4     | 52     | 37,0     | 16     | 24,7     | 20     | 23,5     | 82     | 44,8     | 59     | 45,1     |
|              | Libéral                   | 34     | 33,7     | 48     | 37,9     | 95     | 47,3     | 36     | 32,4     | 30     | 31,1     | 35     | 39,9     |
|              | NPD                       | 21     | 21,1     | 25     | 23,8     | 19     | 25,7     | 74     | 37,6     | 17     | 20,6     | 9      | 12,6     |
|              | Autre/Indépendant         | -      | -        | -      | -        | -      | -        | -      | -        | 1      | 0,8      | -      | -        |
| Total sièges | Total sièges              | 125    | 125      | 125    | 125      | 130    | 130      | 130    | 130      | 130    | 130      | 103    | 103      |

## 2000 à 2019
| Parti        | Parti                     | 2003   | 2003     | 2007   | 2007     | 2011   | 2011     | 2014   | 2014     | 2018   | 2018     | 2022   | 2022     |
| ------------ | ------------------------- | ------ | -------- | ------ | -------- | ------ | -------- | ------ | -------- | ------ | -------- | ------ | -------- |
| Parti        | Parti                     | Sièges | Voix (%) | Sièges | Voix (%) | Sièges | Voix (%) | Sièges | Voix (%) | Sièges | Voix (%) | Sièges | Voix (%) |
|              | Progressiste-conservateur | 24     | 34,6     | 26     | 31,6     | 37     | 35,5     | 28     | 31,2     | 76     | 40,5     | 83     | 40,8     |
|              | NPD                       | 7      | 14,7     | 10     | 16,8     | 17     | 22,9     | 21     | 23,7     | 40     | 33,6     | 31     | 23,7     |
|              | Libéral                   | 72     | 46,5     | 71     | 42,2     | 53     | 37,5     | 58     | 38,6     | 7      | 19,6     | 8      | 23,9     |
|              | Vert                      | 0      | 2,8      | 0      | 8,0      | 0      | 2,9      | 0      | 4,8      | 1      | 4,6      | 1      | 5,9      |
| Total sièges | Total sièges              | 103    | 103      | 107    | 107      | 107    | 107      | 107    | 107      | 124    | 124      | 124    | 124      |

## Sources
- Élections Ontario — Résultats et statistiques

- (en) Cet article est partiellement ou en totalité issu de l’article de Wikipédia en anglais intitulé « List of Ontario general elections » (voir la liste des auteurs).